# Крейсера-скауты типа «Бодицея»
Крейсера типа «Бодиция» — серия крейсеров британского Королевского флота, построенная в 1909—1910 гг. XX века. Открыли новую серию британских скаутов состоящую из 3 типов. Вся серия строилась на Пембрук-Доке (англ. Pembroke Dockyard). Оба корабля получили турбины. Проект стал развитием крейсеров типа «Эдвенчур». Всего было построено 2 крейсера: «Бодиция» (лат. Boadicea), «Белона» (англ. Bellona). Стали прототипом для «Бристоля» и «Блонда».

## Конструкция
Как и более ранние скауты, тип Boadicea был разработан, чтобы обеспечить командование флотилией эсминцев, предлагалась, так же возможность, разведать местонахождение цели и вывести эсминцы в атаку. Крейсера были крупнее и получили более мощное вооружение, чем более ранние корабли, также они были оснащены паровыми турбинами. Но они были не быстрее, чем более старые корабли и неудачными в их предполагаемого роли, поскольку скорость эсминцев, которые они должны сопровождать, за это время выросла значительно.

### Силовая установка
Они приводились в движение двумя комплектами паровых турбин Парсонса, каждая из которых приводила в движение два вала. Турбины выдавали общую мощность 18 000 лошадиных сил (13 420 кВт), используя пар, вырабатываемый двенадцатью котлами Ярроу, работавшими как на мазуте, так и на угле. Максимальная скорость составляла 25 узлов (46 км/ч; 29 миль/ч). Нормальный запас угля 450 дл. т. Они перевозили максимум 780 длинных тонн (790 т) угля и 189 длинных тонн (192 т) мазута, что давало им дальность плавания 4260 морских миль на ходу 10 узлов.

### Бронирование
Несли тонкую броневую палубу в районе машинных и котельных отсеков толщиной один дюйм.

### Вооружение
Изначально были вооружены 6×102 мм орудиями Mk VIII. В 1916 г. довооружены четырьмя такими же пушками.

## Служба
- «Бодиция»(лат. Boadicea) — заложен 1 июня 1907 г., спущен 14 мая 1908 г., в строю с июня 1909 г.
- «Белона» — заложен 6 июня 1908 г., спущен 20 марта 1909 г., в строю с февраля 1910 г.[3]

В начале Первой мировой (август 1914) переклассифицированы в лёгкие крейсера. В 1917 году перестроены и переклассифицированы в минные заградители.